# Víctor Botas
Víctor Botas (Oviedo, Asturias, 1945-1994) fue un escritor perteneciente a la generación poética del 77. Su obra se enmarca en un segundo tramo generacional cuyos autores no siguieron la "disidencia" propia de los poetas novísimos, sino que trataron de modular tradiciones precedentes sin romper con ellas, como son los casos de Miguel d'Ors, José Luis García Martín, Jesús Munárriz, Eloy Sánchez Rosillo o el propio Víctor Botas, entre otros.

## Biografía
Licenciado en Derecho por la Universidad de Oviedo, colaboró como profesor ayudante en dicha institución y ejerció la abogacía durante varios años. Fue autor de diez libros de poemas, el primero de los cuales, titulado Las cosas que me acechan (1979), "muestra ya un inventario temático -la ausencia amorosa, la pervivencia de la poesía sobre la vida, el transcurso misterioso del tiempo- que desarrollará en su producción posterior".
Botas fue finalista del Premio Nacional de la Crítica con el poemario Historia antigua, y fue incluido por el poeta y crítico literario José Luis García Martín en las antologías Las voces y los ecos (1980) y Treinta años de poesía española (1996). Precisamente fue García Martín quien orientó sus lecturas y le animó a publicar, y juntos fundaron la tertulia literaria del café Oliver de Oviedo, que posteriormente pasó a celebrarse en la cafetería Yuppi.
Tras su fallecimiento prematuro, se publicaron importantes estudios acerca del autor asturiano, como son La obra literaria de Víctor Botas (1995), colección de escritos dirigida por José Luna Borge; La poesía de Víctor Botas (2004), tesis de licenciatura de Luis Bagué Quílez; o el volumen Víctor Botas y la poesía de su generación. Nuevas miradas críticas (2005) –cuyo editor fue Leopoldo Sánchez Torre–, que recoge las actas de un congreso organizado por la Universidad de Oviedo el año anterior. Asimismo, en 2006 vio la luz el libro Víctor Botas. Con el lenguaje de la melancolía, en el que el crítico José Havel reúne textos y fotografías inéditos de Botas, así como un documental homónimo con antiguas filmaciones familiares.
En 2014 se realizó una exposición sobre su vida y su obra en la Biblioteca de Asturias, con motivo de la cual se ha editado el catálogo Víctor Botas veinte años después. La editorial Impronta recuperó también Carta a un amigo y otros poemas previos (1976-1978) (2014), una selección de cincuenta poemas inéditos de la primera etapa poética.

## Obras

### Narrativa
- Mis turbaciones (1983)
- Rosa rosæ (1992)
- Yanira (1996)
- El humo del Vesubio (1997)

### Poesía
- Las cosas que me acechan (1979)
- Homenaje (1980)
- Prosopon (1980)editorial El Toro de Barro.
- Segunda mano (1982)
- Arcana Imperii (1984)
- Aguas mayores y menores (1985)
- Historia antigua (1987)
- Retórica (1992)
- Poesía (1979-1992) (1994)
- Las rosas de Babilonia (1994)
- Poesía completa (1979-1994) (1999)
- Historias con Historia (2009) (antología)
- Poesía Completa (1979-1994) (2012)
- Carta a un amigo y otros poemas previos (1976-1978) (2014)